# Das Monstrum (Film)
Das Monstrum ist eine deutsche Kriminalkomödie von Miriam Pfeiffer und René Reinhardt aus dem Jahr 2001. Corinna Harfouch und Thomas Dehler spielen darin die Hauptrollen. Uraufführung des Films und gleichzeitig deutscher Kinostart war am 9. August 2001 in Leipzig.

## Handlung
Die in den USA lebende Marketingexpertin Helene Hempel kommt ins heimatliche Leipzig, um sich schnell von Paul scheiden zu lassen, da in New York bereits ein anderer darauf wartet, sie zu heiraten. Paul liebt Helene immer noch und will sich nicht scheiden lassen.
Bertha Krause geht mit ihrem Enkel Benjamin einer Verschwörung um das Völkerschlachtdenkmal nach. Der computerbegeisterte Benjamin hat sich Zugang zum Computernetz der Stadt Leipzig verschafft und herausgefunden, dass Bürgermeister und Finanzdezernent planen, das städtische Wahrzeichen an eine amerikanische Firma zu verkaufen, um mit dem Erlös Leipzig als erste Stadt Deutschlands schuldenfrei zu machen. Das Denkmal soll abgebaut und in der kalifornischen Wüste wieder errichtet werden. Bertha will dies gemeinsam mit den Bewohnern ihres Altersheims verhindern.
Als Bertha in einem Café der Aufregung zum Opfer fällt und vor Helenes Augen an einem Herzinfarkt stirbt, kommt Helene in den Besitz der Diskette, auf der die Abbaupläne gespeichert sind. Seit Helene in ihrer Kindheit Stunden der Angst in den dunklen Mauern des Monuments verbrachte, mied sie „das Monstrum“. Nun, neugierig geworden, will sie die Sache selbst aufklären. Nachdem sie auf den Kopf der Seniorengruppe Professor Braun trifft, bringt sie Benjamin, Paul und sich selbst in große Gefahr. Braun scheint für das Verschwinden mehrerer Amerikaner in den Gewölben des Denkmals verantwortlich zu sein. Nun werden Helene auch ihre Gefühle für Paul klar.

## Produktion
Der Film ist eine Low-Budget-Produktion der Leipziger Produktionsfirma Sunset-Movie Production. Die Dreharbeiten fanden im Dezember 2000 in Leipzig statt. Die Betreiberin des Leipziger Kinos „Prager Frühling“ Miriam Pfeiffer und der Schauspieler und Regisseur René Reinhardt schrieben zusammen das Drehbuch, führten Regie und produzierten den Film. Die langjährige Bekanntschaft Pfeiffers mit Corinna Harfouch sorgte für ein bekanntes Gesicht in der Hauptrolle.
Alle Darsteller haben ohne Honorar gearbeitet. Viele Leipziger Szene-Locations stellten ihre Räume kostenlos zur Verfügung.

## Kritiken
„Leipzig hat es verdient – endlich ein eigener Kultfilm, der es in sich hat, von spannend bis schräg! Ein derart liebevoller Blick auf die herbstliche Messestadt wurde im Kino wohl noch nie geworfen. […] Das Regie-Duo [… setzt] vor allem auf ein schwer sympathisches Schauspielerensemble, aus dem Corinna Harfouch als Helene und Thomas Dehler als Paul herausragen. Wenn beide sich die Leinwand teilen, haucht ‚Das Monstrum‘ Poesie und Ehrlichkeit.“